# Tokamak Fusion Test Reactor
Le Tokamak Fusion Test Reactor (TFTR) (ou en français, réacteur d'essai de fusion Tokamak) était un prototype expérimental réacteur à fusion nucléaire développé vers 1980 par le Princeton Plasma Physics Laboratory (PPPL) du département de l'Énergie des États-Unis. Ce projet faisait suite à deux autres projets : PDX (Poloidal Diverter Experiment) et PLT (Princeton Large Torus) laissant espérer la possibilité d'atteindre un seuil de rentabilité pour l'énergie de fusion. Le TFTR exploité de 1982 à 1997 n'a jamais atteint cet objectif, mais a permis des avancées dans la durée de confinement du plasma et en matière de densité d'énergie, contribuant ainsi à la mise en place d'un autre projet : ITER.  
Sur le site de l'Université de Princeton dans le New Jersey, l'installation a été totalement rénovée (4 ans de travaux lourds) et transformée en une nouvelle installation deux fois plus puissante. 
Celle-ci a démarré en décembre 2015, mais le réacteur est tombé en panne en juillet 2016.

## Histoire

### Première phase
Le TFTR a été en activité de 1982 à 1997 où il a permis de mieux comprendre la physique élémentaire des plasmas et fournis des informations pour la conception des futurs réacteurs.
Il a connu plusieurs records mondiaux, notamment pour les températures du plasma atteintes. Ainsi en 1985 il est le premier tokamak à atteindre une température de 100 millions °C et dix ans plus tard il atteint la température record de 510 millions °C  (record lui-même battu par le tokamak japonais JT-60 l'année suivante)[réf. nécessaire].
En décembre 1993, il est le premier tokamak à fonctionner avec un combustible « DT » composé à 50 % de deutérium et à 50 % de tritium (mélange qui rend le plasma plus stable qu'avec un combustible composé de deutérium pur). En novembre 1994, il a ainsi il a pu générer une puissance de 10,7 millions de watts durant quelques secondes .

## Rénovation et panne de 2016
L'ancienne installation (réacteur inclus) a subi quatre ans de travaux de remise à niveau et d'amélioration (de 2011 à 2015 pour un coût de 94 millions $, afin de le transformer en un nouveau réacteur deux fois plus puissant que le précédent, rebaptisé National Spherical Torus Experiment Upgrade (NSTX-U). 
Le nouveau réacteur a commencé à fonctionner à faible puissance en décembre 2015, puis a produit durant 10 semaines de données scientifiques et techniques de haute qualité. Mais il est ensuite tombé en panne, un an après sa mise en fonction ; une des bobines utilisée pour créer et maintenir le confinement électromagnétique était défectueuse pour des raisons encore à éclaircir fin septembre 2016 selon les responsables du réacteur (la qualité du cuivre de la bobine pourrait être en cause, mais selon le directeur du programme NSTX-U Jonathan Menard, cette bobine, analysée aux rayons X présente des anomalies structurelles pouvant résulter d'une fusion interne quand le réacteur fonctionnait... Elle répondait pourtant aux spécifications demandées. Il suggère un éventuel défaut de conception ou dans le processus de fabrication, cependant « une autre bobine du même réacteur, d'une conception similaire et utilisant un cuivre de même qualité de cuivre, a elle bien fonctionné » ; elle sera remplacée par précaution). Le réacteur a été mis à l'arrêt provisoire en juillet, mais cette information n'a été rendue publique que le 27 septembre, après la démission du Directeur du PPPL Stewart Prager (après 8 ans passé au service du projet).
Selon les responsables du projet, le réacteur pourrait être hors-service pour un an voire plus, alors que l'un des deux autres réacteurs destinés à expérimenter la fusion, également financés par le DOE arrive en fin de vie le 30 septembre 2016 après 20 ans de service (le réacteur Alcator C-Mod du Massachusetts Institute of Technology de Cambridge, en cours d'arrêt après plus de deux décennies). 
Ceci ne laisse aux scientifiques américains travaillant sur le sujet de la fusion qu'une seule installation importante, à San Diego (Californie) le DIII-D  ; chez General Atomics, partenaire de la défense américaine.